# Ciutadana Ruth
Ciutadana Ruth (títol original: Citizen Ruth) és una pel·lícula estatunidenca dirigida per Alexander Payne el 1996. Ha estat doblada al català.

## Argument
Ruth Stoops és una toxicòmana, però un dia cau embarassada, tot i que ha ja tingut quatre fills dels quals no se'n ocupa. Se li imposen algunes decisions: el jutge la vol empènyer a avortar, però els pro-vida l'ajuden ... és llavors la joguina de la disputa pro-vida / pro-tria.

## Repartiment
- Laura Dern: Ruth Stoops
- Swoosie Kurtz: Diane
- Kurtwood Smith: Norm Stoney
- Mary Kay Place: Gail Stoney
- Kelly Preston: Rachel
- M. C. Gainey: Harlan
- Kenneth Mart: Dr. Charlie
- David Graf: el jutge Richter
- Tippi Hedren: Jessica Weiss
- Burt Reynolds: Blaine Gibbons
- Alicia Witt: Cheryl Stoney
- Diane Ladd: Mare de Ruth (no surt als crèdits)

## Premis i nominacions
- Festival internacional de cinema de Tessalònica 1996: millor guió
- 1996: Festival de Sundance: Nominada al Gran Premi del Jurat
- 1996: Festival de Montreal: Millor actriu (Laura Dern)